# Diaporthe palustris
Diaporthe palustris är en svampart som tillhör divisionen sporsäcksvampar, och som beskrevs av Paul Brunaud. Diaporthe palustris ingår i släktet Diaporthe, och familjen Diaporthaceae. Arten är reproducerande i Sverige.